# Khulna
Khulna (bengáli nyelven: খুলনা, Khulnā) Banglades délnyugati részén az ország harmadik legnépesebb települése. Dhaka-tól közúton 330 km-re DNy-ra fekszik. Lakosainak száma 1,49 millió fő volt 2012-ben.
Az ország egyik legfontosabb ipari és kereskedelmi központja. Fő ágazatok a jutaipar, élelmiszeripar, vegyszerek gyártása, hajógyártás. A gazdaságilag hozzá tartozó Mongla az ország 2. legnagyobb tengeri kikötője Csittagong után.  
Egyeteme híres az országban.

## Népesség
A város vallási megoszlása:
- Muzulmán 73,5%
- Hindu 25,7%
- Egyéb 0,8%

## Sport
Ahogy egész Bangladesben, Khulnában is igen népszerű a krikett. Itt található a bangladesi Húsz20-as krikettbajnokság, a Bangladesh Premier League egyik csapatának, a Khulna Tigersnek a székhelye.

## Fordítás
Ez a szócikk részben vagy egészben  a   Khulna című angol Wikipédia-szócikk fordításán alapul.  Az eredeti cikk szerkesztőit annak laptörténete sorolja fel. Ez a jelzés csupán a megfogalmazás eredetét és a szerzői jogokat jelzi, nem szolgál a cikkben szereplő információk forrásmegjelöléseként.